# Absolute Music 14
Absolute Music 14 er et kompilationsalbum i serien Absolute Music udgivet 23. april 1997. Nogle af sangene udkom senere på The Best Of Absolute Music 13-14-15.

## Spor
1. No Doubt – "Don't Speak"
2. Thomas Helmig – "Groovy Day"
3. Toni Braxton – "Un-break My Heart"
4. Spice Girls – "2 Become 1"
5. White Town – "Your Woman"
6. En Vogue – "Don't Let Go (Love)"
7. Tiggy – "Ring A Ling"
8. The Beautiful South – "Rotterdam (Or Anywhere)"
9. Me & My – "Waiting"
10. Soultans – "I Heard It Through The Grapevine"
11. You Know Who – "The Greatest Gift"
12. Alisha's Attic – "I Am, I Feel"
13. Mark Owen – "Child"
14. Jamie Walters – "Reckless"
15. R.E.M. – "Bittersweet Me"
16. Enigma – "Beyond The Invisible"
17. Mark Morrison – "Horny"
18. Donna Lewis – "I Love You Always Forever"